# دمیتروفسک
شهر دیمیتروفسک (به روسی: Дмитровск) در کشور روسیه و در اوبلاست اوریول واقع شده‌است.